# Mauborget
Mauborget is een gemeente en plaats in het Zwitserse kanton Vaud, en maakt deel uit van het district Jura-Nord vaudois.
Mauborget telt 94 inwoners.